# Liste der Stolpersteine in Bochum-Süd
Die Liste der Stolpersteine in Bochum-Süd führt die vom Künstler Gunter Demnig verlegten Stolpersteine im Bochumer Stadtbezirk Bochum-Süd (V) auf. Sie sollen an die Opfer des Nationalsozialismus erinnern, die in Bochum-Süd ihren letzten bekannten Wohnsitz hatten, bevor sie deportiert, ermordet, vertrieben oder in den Suizid getrieben wurden.

## Hintergrund
Seit November 2004 hat das Stadtarchiv – Bochumer Zentrum für Stadtgeschichte viele Verlegeaktionen organisiert, bei denen der Künstler Gunter Demnig Stolpersteine in Bochum verlegt hat. Im Stadtbezirk Bochum-Süd wurden bisher fünf Steine an vier Orten verlegt. (Stand: Juni 2024)
 Info: Angaben zu Eigenschaften, welche alle Teillisten für Bochum gemeinsam haben, sind unter der Liste der Stolpersteine in Bochum zu finden.
| Adresse                | Nr. | Verlegedatum  | Person(en) / Inschrift | Bild                              | Bemerkungen |
| ---------------------- | --- | ------------- | --- | --------------------------------- | ----------- |
| Arnikastraße 6 ·       | 66 | 2. Nov. 2007  | HIER WOHNTE THERESE HERZ GEB. CAHN JG. 1859 DEPORTIERT 1943 ERMORDET 1943 IN THERESIENSTADT                                                                                     | Stolperstein für Therese Herz     |             |
| Borgholzstraße 5–11 ·  | 91 | 20. Okt. 2008 | HIER WOHNTE JULIE FELSENTHAL JG. 1854 DEPORTIERT 1942 THERESIENSTADT ERMORDET 1942                                                                                              | Stolperstein für Julie Felsenthal |             |
| Eulenbaumstraße 248a · | |               | HIER WOHNTE KARL RIKOWSKI JG. 1920 GEGNER DER NS-DIKTATUR FLUCHT 1939 ENGLAND                                                                                                   |                                   |             |
| Königsallee 178 ·      | |               | HIER ARBEITETE ALFRED JURKE JG. 1899 IM WIDERSTAND/KPD FLUCHT 1936 HOLLAND VERHAFTET 1940 GEFÄNGNIS ALT-MOABIT URTEIL VOLKSGERICHTSHOF HINGERICHTET 3.10.1942 BERLIN-PLÖTZENSEE |                                   |             |
| Königsallee 178 ·      | HIER ARBEITETE WALTER STERN JG. 1888 IM WIDERSTAND/KPD FLUCHT 1933 1936 SPANIEN INTERNATIONALE THÄLMANN BRIGADEN TOT 24.2.1937 JARAMA |               | |                                   |             |